# Ghardimaou (délégation)
Ghardimaou est une délégation tunisienne rattachée administrativement au gouvernorat de Jendouba.
En 2014, elle compte 64 170 habitants dont 31 138 hommes et 33 032 femmes répartis dans 19 418 logements ; l'âge moyen y est de 33,2 ans.